# Governo do Rio da Prata e do Paraguai
```
   |-
       | 
Erro:
:  
valor não especificado para "
continente
"
```

O Governo do Rio da Prata e do Paraguai, ou Nova Andaluzia até 1544, foi uma província ou divisão territorial do Império espanhol na zona da bacia do Rio da Prata na América do Sul e cuja capital era Assunção. Foi criada pelo tratado de 21 de março de 1534 entre Pedro de Mendoza e o imperador Carlos I de Espanha como parte de um grupo de governos em que se dividiu a exploração e conquista de América do Sul pela coroa de Castilla.
O território original estendia-se do oceano Atlântico ao oceano Pacífico e desde o governo de Nova Toledo concedida a Diego de Almagro (ao norte, aos 25° 31' 36'' sul, linha de Taltal no Chile a Curitiba no Paraná) 200 léguas (então tinha 17,5 léguas por grau de meridiano) para o sul até ao governo de Nova León concedida a Simón de Alcazaba e Sotomayor (aos 36° 57' 09'' sul, linha de Coronel a Pinamar). Seu território original compreendia o Paraguai desde um pouco ao sul de Assunção, o centro de Argentina, Uruguai e o sul do Brasil. Como os demais adelantados, foi um governo dependente diretamente do Conselho de Índias, até que em 1566 ficou dentro do Vice-Reino do Peru e do distrito da Real Audiência de Charcas.
Em 1617 produziu-se a divisão do governo criando ao norte o governo do Guayrá (conhecida depois como governo do Paraguai) com capital em Assunção, e ao sul o governo do Rio da Prata com capital em Buenos Aires.

## Antecedentes
Em 1513 uma expedição não oficial portuguesa armada por Nuno Manuel e por Cristóbal de Haro e capitaneada por Juan de Lisboa atingiu o cabo de Santa María, para perto de a boca norte do estuário do Rio da Prata. Em Maldonado em 2 de fevereiro de 1516 Juan Díaz de Solís tomou posse da região do Prata em nome dos reis de Castilla. Solís, que viajava para o Pacífico, morreu em 20 de janeiro de 1516 num confronto com indígenas e a expedição retornou a Espanha. Fernão De Magalhaes passou pelo área em março de 1520 em sua viagem de circunavegação do mundo. 
Desviando de sua viagem às ilhas Moluscas, Sebastián Caboto (ou Gaboto) realizou a primeira fundação nos territórios do Prata em 1527, o fortín de San Lázaro, em 7 de abril – por encontrar um grumete ou marinheiro aprendiz da expedição de Solís convivendo com os aborígenes charrúas desde 1516–. Depois subiu o rio Uruguai até chegar à desembocadura do então baptizado rio San Salvador e fazendo uns 20 km águas acima, antes do desvio para o sul, e fundou em sua margem setentrional o Porto de San Salvador – perto da actual Dolores que se encontra na margem meridional– deixando uma pequena guarnição. Este forte foi destruído em 1530 pelos yaros e charrúas. Continuando com a expedição, desceram pelo rio até chegar de novo ao Rio da Prata remontando algum braço do delta do Paraná e assim o rio homónimo até chegar à desembocadura do rio Carcarañá e neste lugar –actual Porto Gaboto– em 9 de junho de 1527 fundou o Forte de Sancti Spiritu. Este forte foi destruído em setembro de 1529 pelos timbúes, fugindo para o Porto San Salvador. Quando Caboto estava no rio Paraná chegou a Sancti Spiritu Diego García de Moguer em viagem à Moluscas e se juntou à exploração que avançou até o rio Pilcomayo. Como consequência das derrotas sofridas nas mãos dos aborígenes locais a expedição decidiu regressar a Espanha em outubro de 1530, aproveitando os charrúas para incendiar a abandonada cidade e ficando o território sem populações européias.
Na Junta de Badajoz-Elvas de 1524 os experientes espanhóis sustentaram que a linha demarcatória do Tratado de Tordesilhas passava pelos 46° 36' oeste (coincidente com São Paulo), mas os portugueses a situavam ao leste do Rio da Prata, pelo que o rei Juan III de Portugal enviou Martim Afonso de Sousa para colonizá-lo. Diversos contratempos fizeram que não chegasse até ali e fundasse em 22 de janeiro de 1532 a primeira vila do Brasil em São Vicente.

## Período dos adiantados

### Tratado de Pedro de Mendoza
Efetuada a conquista do Império inca, e ante a ameaça de que o Rio da Prata fosse ocupado por Portugal, o imperador Carlos I dividiu o território ao sul do Equador em 4 governos, assinando o tratado de 21 de março de 1534 com Pedro de Mendoza para conquistar e colonizar a região da bacia do Rio da Prata. Mendoza foi designado vitaliciamente (e com direito a nomear um herdeiro) governador (comando político), capitão geral (comando militar), adiantado (descubridor e conquistador de novos territórios), tenente das fortalezas que edificar, e delegado maior (supremo juiz de 1° e 2° instância no civil e criminosa) da governo de Nova Andaluzia que devia estabelecer. 
Por cuanto vos don Pedro de Mendoza, mi criado y gentil hombre de mi casa, me hicisteis Relación que por la mucha voluntad que me tenéis de nos servir y del acrecentamiento de nuestra corona Real de Castilla os ofrecéis de ir a conquistar y poblar las tierras y provincias que hay en el Río de Solís que llaman de la Plata donde estuvo Sebastián Gaboto, y por allí calar y pasar la tierra hasta llegar a la mar del Sur, y de llevar de estos nuestros reinos a vuestra costa y misión mil hombres, los quinientos en el primer viaje en que vos habéis de ir con el mantenimiento necesario para un año y cien caballos y yeguas, y dentro de los dos años siguientes los otros quinientos, con el mismo vestimento y con las armas y artillería necesaria, y así mismo trabajaréis de descubrir todas las islas que estuviesen en paraje del dicho Río de vuestra gobernación en la dicha mar del Sur en lo que fuere de los límites de vuestra demarcación, todo a vuestra costa y misión, sin que en ningún tiempo seamos obligados a vos pagar ni satisfacer los gastos que en ello hiciereis más de lo que en esta capitulación os será otorgado (...)— Capitulación de Pedro de Mendoza
Fixando logo a extensão do governo:
Primeramente os doi licenzia y facultad para que por nos y en nuestro nombre y de la Corona Real de Castilla podais entrar en el dicho río de Solís que llaman de la Plata hasta la mar del Sur donde tengais doscientas leguas de luengo de costa de gobernación que comience desde donde se acaba la gobernazion que tenemos encomendada al Mariscal don Diego de Almagro hasta el Estrecho de Magallanes, y conquistar y poblar las tierras y provincias que oviese en las dichas tierras (...) entendiendo ser cumplidero al servicio de Dios y nuestro y por honra nuestra persona y por vos hazer merced prometemos de vos hacer nuestro gobernador y capitan general en las dichas tierras y provincias y pueblos del Rio de la Plata y en las dichas doszcientas leguas de costa del mar del Sur que comienzan desde donde acaban los límites que como dicho es tenemos dado en gobernación al dicho Mariscal don Diego de Almagro por todos los dias de nuestra vida con salario de dos mill ducados de oro en cada un año y dos mill de ayuda de costas.

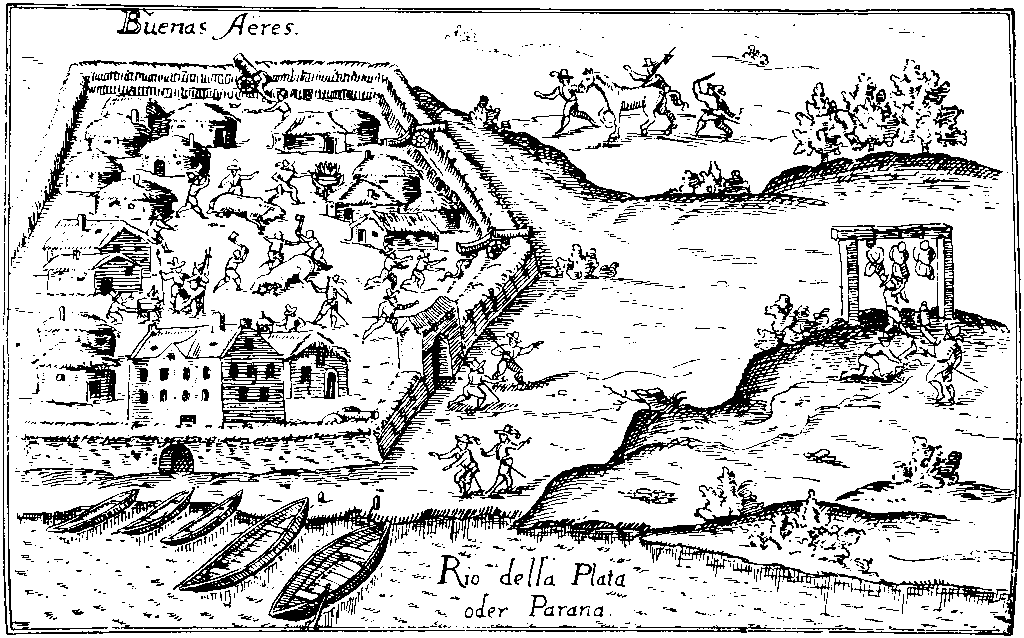
Buenos Aires pouco depois de sua fundação por Pedro de Mendoza (desenho do livro de Ulrico Schmidl, membro da expedição, 1536).

Em 24 de agosto de 1535 Mendoza zarpou do porto de Sanlúcar de Barrameda com uns 3000 homens, e em 22 de janeiro de 1536 fez-se jurar e reconhecer como governador na ilha San Gabriel. Em 3 de fevereiro de 1536 fundou o porto de Nossa Senhora do Bom Ayre, que foi a primeira fundação de Buenos Aires.
Juan de Ayolas fundou perto de onde esteve o forte Sancti Spiritu o forte de Corpus Christi em 15 de junho de 1536. A fins de setembro de 1536 Mendoza viajou a Corpus Christi e transladou-o 4 léguas mais ao sul fundando o forte de Nossa Senhora da Boa Esperança. Pouco depois o forte voltou a estabelecer-se em Corpus Christi e ali refugiaram-se os espanhóis quando os indígenas incendiaram o porto de Nossa Senhora do Bom Ayre em dezembro de 1536 (reconstruído pouco depois). Mendoza enviou Ayolas a explorar o rio Paraná, mas doente e desanimado delegou o comando a Francisco Ruiz Galã como tenente de governador de Bom Ayre, Corpus Christi e Boa Esperança até que Ayolas regressasse e decidiu se embarcar rumo a Espanha o 22 de abril de 1537, falecendo na viagem o 23 de junho de 1537.
Depois de vencer aos guaranís em 2 de fevereiro de 1537 Ayolas fundou uma fortificação a orlas do rio Paraguai aos 20° 41' sul, à que chamou Forte de Nossa Senhora da Candelaria ou Porto da Candelaria, em onde deixou como tenente de governador ao capitão Domingo Martínez de Irala. Ayolas explorou o Chaco Boreal, excedendo os limites da governo, e no regresso em 1538 morreu a mãos dos payaguás sem ter assumido o comando delegado por Mendoza.
Em procura de Ayolas Juan de Salazar fundou em 15 de agosto de 1537 Nossa Senhora da Assunção, e cujo nome em idioma guaraní é Paraguai. Martínez de Irala abandonou o Porto da Candelaria e em 18 de novembro de 1538 tomou o comando de Assunção. Em novembro de 1538 chegou  Alonso de Cabrera, quem levava a confirmação real de Ayolas como governador e a instrução de que se este morresse, fora elegido pelo povo seu sucessor. Em 23 de junho de 1539 Cabrera pôde comprovar efectivamente o poder entregado por Juan de Ayolas a Martínez de Irala, pelo que dispôs em forma definitiva que fosse reconhecido este último como legítimo governador interino e capitão geral de todas as terras do Rio da Prata com sede em Assunção.
Uma vez fracassado o adelantazgo de Mendoza, por real cédula do 26 de fevereiro de 1538 o rei criou a Real Audiência de Panamá incorporando o Rio da Prata a seu território jurisdicional, mas em 20 de novembro de 1542 dispôs-se sua dissolução.

### Tratado de Gregorio de Pesqueira Rosa
Estando ainda em vigor o tratado de Pedro de Mendoza, em 21 de agosto de 1536 a rainha Juana I de Castilla assinou um tratado com Gregorio de Pesqueira Rosa lhe outorgando uma concessão de 50 léguas de costa a contar desde a ilha de Cananéia até o rio de Santa Catalina, e 100 léguas para o interior. A capitulação tinha o objeto de cultivar especiarias (criar e granjear) durante 20 anos, para o qual em 9 de setembro de 1536 foi nomeado governador com direito a designar um herdeiro, retendo a coroa um terço dos benefícios que se produzissem.
Primeramente darémos licencia y facultad á vos el dicho Gregorio de Pesquera Rosa, para que vos, ó quien nuestro Poder hoviere podays fazer criar y grangear la dicha especeía en cinquenta leguas de la dicha costa del rio de la Plata y ciento la tierra adentro que comienta desde donde dicen la Cananea hazia el rio de Santa Catalina, y proyvimos y defendemos que por tiempo de veynte anos primeros syguientes que corran y se cuenten desde el dia de la fecha de esta capitulacion otra persona ni personas algunas no puedan fazer ni benificiar la manera de especeria que vos poziredes y criades y granjeardes asi en la dicha costa del dicho rio de la Plata como en las otras y Provincias e yslas de nuestras yndias descubiertas y por descubrir, con tanto que todo el provecho que se hubiere de la dicha especeria en los dichos veynte anos se reparta en esta manera, la una tercera parte para nos y las otras dos tercias partes para vos, el dicho Gregorio de Pesquera Rosa, y para vuestros herederos susecores sin descontar costas algunas.
A área concedida sobrepunha-se com as doações feitas pelo rei de Portugal em 1534, a capitanía de San Vicente (que chegava até a ilha de Mel) e a capitanía de Santana (até Laguna), e também com o tratado com Pedro de Mendoza, e pouco depois o rei mandou rasgar o tratado que ficou sem efeito.

### Tratado de Álvar Núñez Cabeça de Vaca

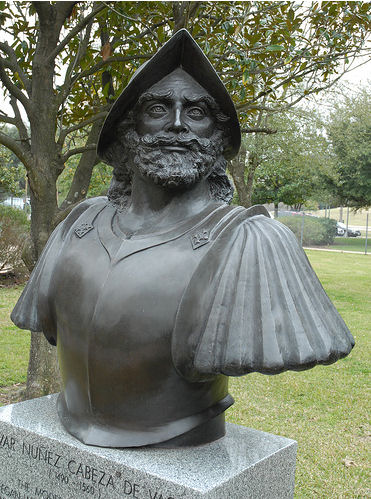
Monumento a Álvar Núñez Cabeça de Vaca em Houston (Texas).

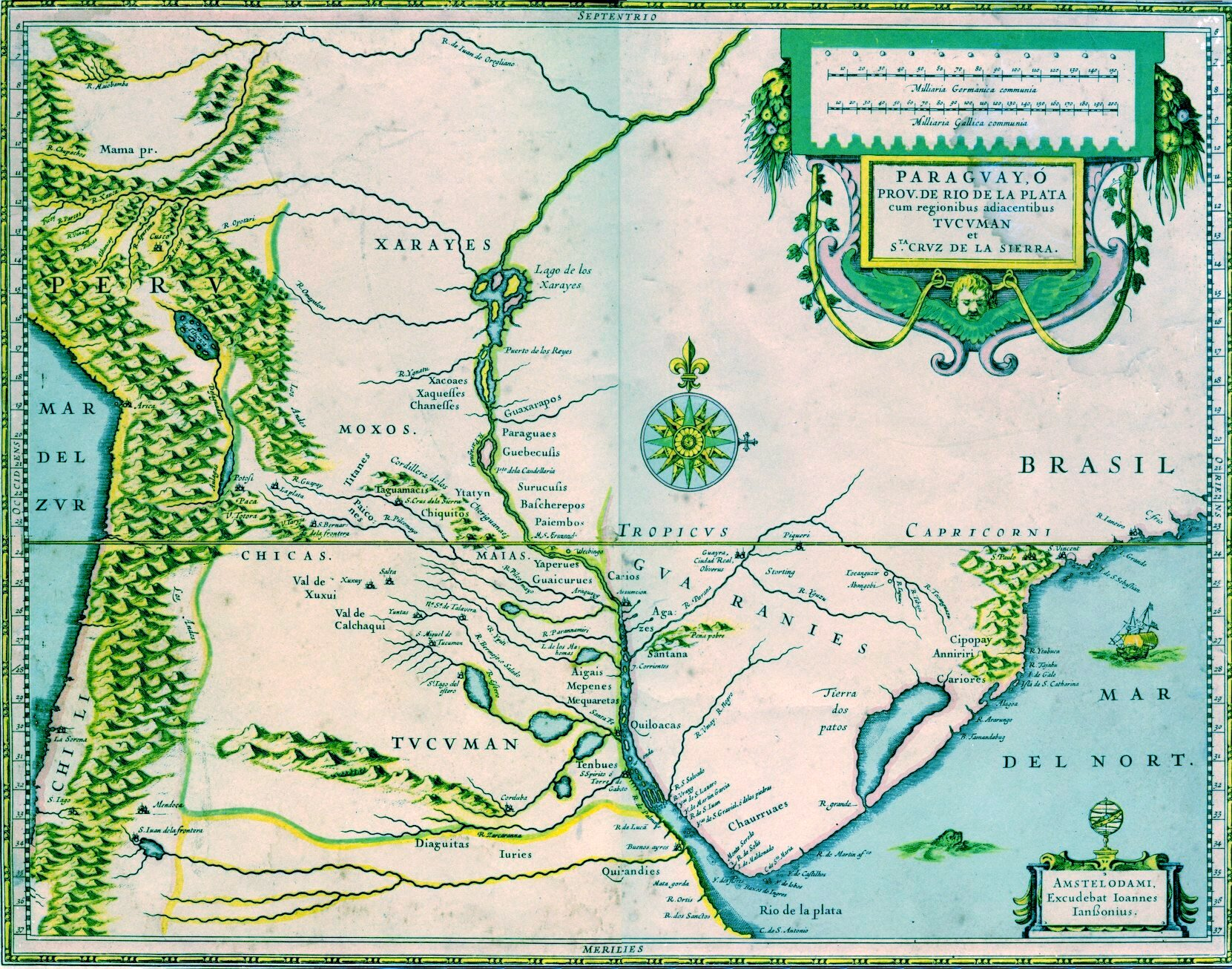
Governo do Rio da Prata, mapa em torno de 1600.

Depois de que Mendoza morreu sem designar herdeiro, Carlos I assinou um tratado com Álvar Núñez Cabeça de Vaca em 18 de março de 1540 para o mesmo território. Como não se conhecia o destino de Ayolas -a quem Mendoza designou seu lugar tenente- o rei concedeu o governo provisório da província a Núñez Cabeça de Vaca, ficando subordinado a Ayolas se ele reaparecer, excepto pela ilha de Santa Catarina na que se lhe outorgava uma graça por 12 anos. Faltando Ayolas, Álvar Núñez Cabeça de Vaca seria vitalíciamente governador, capitão geral, alguacir maior, tenente das duas fortalezas que podia construir e em 24 de abril de 1540 lhe foi agregado o título em definitivo.
Os daremos título de nuestro gobernador y capitán general de las dichas tierras y provincias que así estaban dadas en gobernación al dicho D. Pedro de Mendoza y de las dichas dozientas leguas de costa en la dicha mar del Sur y de la Isla de Santa Catalina, por todos los días de vuestra vida con salario de dos mil ducados en cada un año, de los cuales aveis de gozar desde el día que os hizieredes a la vela (...)
Álvar Núñez Cabeça de Vaca partiu em 2 de novembro de 1540 com três barcos e 400 soldados, chegando ao porto de São Francisco e à ilha de Santa Catarina em 29 de março de 1541. Nesta ilha perdeu dois barcos, pelo que desde ali viajou por terra até Assunção, a onde chegou em 1 de março de 1542 depois de descobrir as cataratas do Iguazú e tomar posse das terras que denominou Campos de Vera. Não estando vivo Ayolas, assumiu o governo em 13 de março de 1542.
Irala foi nomeado mestre de campo pelo adiantado e partiu à frente de uma expedição em procura da serra da Prata. Em 6 de janeiro de 1543 Irala fundou a cidade de Porto dos Reis às orlas do rio Paraguai e da lagoa de Jarayes, sobre a costa da lagoa A Gaiba. Desde ali chegou em suas explorações até o Alto Peru, já conquistado por outros espanhóis. Em 26 de novembro de 1543 o adiantado subiu o rio até a nova população e procederia a fazer uma exploração pela região para regressar ao porto em 16 de dezembro do mesmo ano. Em 23 de março de 1544 o adiantado consultou a seus capitães sobre a hipótese de abandonar a nova população ou continuar habitando-a, pelo qual decidiriam pelo primeiro e partiram todos do Porto dos Reis, e chegariam doentes e cansados em 8 de abril à cidade de Assunção.
Em 25 de abril de 1544 Álvar Núñez Cabeça de Vaca foi destituído por uma revolta que restaurou a Domingo Martínez de Irala como lugar-tenente do governador e capitão geral por eleição dos insurgidos, e foi enviado preso a Espanha em 1545. A justificativa foi: o adiantado Cabeça de Vaca governava tiranicamente, excedendo em toda a ordem de S. M. Em 1545 Irala realizou uma expedição ao Chaco Boreal, deixando como seu lugar-tenente Francisco de Mendoza. Ao regressar a Assunção em 1549, encontrou que uma revolta tinha decapitado a Francisco de Mendoza, que ele tinha sido deposto de seu cargo no ano anterior, que foi eleito Diego de Abreu como tenente de governador-geral de Assunção, e que tinham obrigado ao capitão Gonzalo de Mendoza a que se proclamasse governador interino. Por nova eleição Irala foi reposto em 13 de março de 1549, fez justiça a Abreu e nomeou como tenente de governador de Assunção a Gonzalo de Mendoza.
Em setembro de 1548 Martínez de Irala enviou a Lima  Ñuflo de Chaves a solicitar-lhe a nomeação do primeiro como governador do Rio da Prata ao presidente da Real Audiência de Lima. Em 20 de dezembro de 1548 o presidente Pedro da Gasca, dentro da jurisdição que fosse o governo de Nova Toledo, nomeou a Diego Centeno como governador, que se negou e morreu dantes de assumir. Atribuía-lhe uma jurisdição ao norte de Assunção, desde o trópico de Capricórnio até o Mato Grosso:

### Tratado de Juan de Sanabria
O terceiro adiantado, Juan de Sanabria, assinou seu tratado em 22 de julho de 1547 na vila de Aranda de Duero. Dava-se-lhe por duas vidas os títulos de adiantado, governador, capitão geral, delegado maior e tenente das duas fortalezas que podia edificar. Devia fundar uma cidade sobre o Rio da Prata e outra na costa do Brasil. Seu território diferia do outorgado aos anteriores adiantados e seu limite sul apoiava-se no paralelo 31° sul, desde onde se contavam para o norte 200 léguas. Atribuía-se-lhe ademais os territórios que ficavam ao sul do paralelo 31° sul entre o Rio da Prata-Paraná e a costa do Atlantico, pelo que a despovoada Buenos Aires ficava fora da jurisdição. Considerando que a légua era 17,5 por grau, o limite norte se apoiava no paralelo 19° 34' 17'' sul, desde Pisagua a Uberaba, em onde atingia a linha do Tratado de Tordesillas e descia até Cananéia. Seguia para o sul pela costa atlántica, o Rio da Prata e o Paraná até para perto de Santa Elena (Entre Rios), desde onde ia ao oeste até atingir o oceano Pacífico na Cevada.
Antes de partir para América Juan de Sanabria morreu a fins de 1548, pelo que seu filho Diego de Sanabria assinou o tratado em 12 de março de 1549 para continuar com o tratado de seu pai. Enquanto demorava-se a expedição o rei Carlos I nomeou como governador a Francisco Alanís de Paz em 25 de outubro de 1549, mas não se embarcou a seu destino. A princípios de 1552 Diego de Sanabria adiantou a Juan de Salazar com parte da expedição, na que foi também foi sua mãe Mencia Calderón. Chegaram à ilha de Santa Catarina de onde a expedição se dividiu por desavenças entre os capitães Salazar e Hernando de Trejo, permanecendo o primeiro dois anos entre os portugueses da capitania de San Vicente antes de passar a Assunção e o segundo se estabeleceu em San Francisco de Mbiaza -fundada por Mencia Calderón a fins de 1552- que  teve que abandonar por hostilidade dos portugueses até maio de 1554. Em 1555 partiram para Assunção ao ser atacada a população por corsários franceses.
Diego de Sanabria partiu com o resto da expedição, que foi dar ao mar das Caraíbas, desde onde passou ao Peru e depois a Potosí. Em 4 de novembro de 1552 o rei pôs fim ao tratado de Sanabria por incumprimento.

### Domingo Martínez de Irala e sucessores interinos
Em 1554 Irala enviou a Espanha a seu sobrinho Esteban de Vergara para que desse conta ao rei de seus serviços e, em recompensa, o rei o nomeou governador do Rio da Prata. A nomeação chegou a Assunção em 28 de agosto de 1555 levado pelo primeiro bispo do Rio da Prata, Pedro Fernández da Torre.
Durante o governo de Martínez de Irala o capitão Juan Romero em 1552 fundou a Villa de San Juan sobre o rio San Juan no departamento de Colónia (Uruguai), que foi imediatamente destruída pelos charrúas. O capitão García Rodríguez de Vergara fundou em 1554 a Villa de Ontiveros ao leste do rio Paraná e ao norte do salto do Guayrá.
Martínez de Irala morreu em 3 de outubro de 1556 e sucedeu-o como governador interino Gonzalo de Mendoza. Em 26 de fevereiro de 1557 o rei ordenou ao governador que fundasse um povoado onde estava San Francisco de Mbiaza e outro entre este e Assunção. Nesse ano Ruy Díaz de Melgarejo transladou a Villa de Ontiveros a uma nova população denominada Cidade Real do Guayrá, localizada para perto de 3 léguas ao norte da confluência do rio Paraná com o rio Piquirí.
Ñuflo de Chaves foi enviado desde Assunção a fundar uma cidade na região da lagoa dos Xarayes, para o qual partiu em 1558 com 23 navios pelo rio Paraguai. Como o lugar eleito lhe parecesse ruim e guiado pelos relatos dos locais sobre a presença de ouro, abandonou o projeto original e com uma parte de seus soldados atravessou o Chaco Boreal, fundando o 1º de agosto de 1559 a orlas do rio Guapay o povo de Nova Assunção da Barranca (mas destruída pelo aborígenes em 1564 e refundada pelo tenente de governador Lorenzo Suárez de Figueroa com o nome de San Lorenzo da Barranca em 1590, até que fosse transladada em 1595).
Em 20 de fevereiro de 1567 o presidente da Audiência de Lima, Lope García de Castro, depôs Ortiz de Vergara e nomeou a Juan Ortiz de Zárate como governador interino do Rio da Prata (Juan de Ortega voltou a seu posto de tenente de governador de Assunção até o 31 de julho de 1569) com a condição que conseguisse a confirmação real, pelo que viajou a Espanha deixando interinamente em 11 de dezembro de 1568 a Felipe de Cáceres como governador.
Em 8 de dezembro de 1568 Juan de Garay foi designado como delegado maior das províncias do Prata. Com este cargo, no final de 1569 deu a ordem ao capitão Ruy Díaz de Melgarejo para fundar uma cidade no Guayrá que chamar-se-ia Villa Rica do Espírito Santo, o que fez em 14 de maio de 1570 entre as nascentes dos rios Piquiri e Ivaí.
Em 14 de julho de 1572 Felipe de Cáceres foi deposto por acusação de heresia, encarcerado e enviado a Espanha. O tenente de governador de Assunção, Martín Suárez de Toledo, passou a ser governador interino do Rio da Prata, e exercendo o governo encarregou-lhe a Juan de Garay uma expedição pelo rio Paraná com o objetivo de fundar um povo que facilitasse à cidade de Assunção a saída marítima, fundando em 15 de novembro de 1573 a cidade de Santa Fé do Lado Cruz. Em 2 de março de 1574 Garay foi eleito pelo conselho santafesino como tenente de governador de Santa Fé.

### Tratado de Jaime Rasquín
A fins de janeiro de 1557 Jaime Rasquín, que tinha participado da expedição de Núñez Cabeça de Vaca, apresentou ao Conselho de Índias um memorial sobre as necessidades do Rio da Prata e um plano de fundações pedindo ser nomeado governador. Em 30 de dezembro de 1557 o rei Felipe II de Espanha assinou uma capitulação com Rasquín pela que em 4 anos se comprometia a fundar 4 cidades:
Recebeu os cargos vitalicios de governador e capitão geral de São Francisco e das cidades que estabelecesse e tenente das duas fortalezas que podia edificar em San Francisco e a ilha San Gabriel.
Em 13 de janeiro de 1558 era nomeado também governador de Assunção já que Irala tinha morrido, mas não podia a agregar ao seu governo. Em 13 de fevereiro de 1558 autorizou-lho a nomear um governo interino para o caso de que ele falecesse. Em 15 de setembro de 1558 ordenou-se-lhe desalojar aos franceses de Rio de Janeiro (colónia da França Antártica) e estabelecê-los em São Francisco e Sancti Spiritu. Em 14 de março de 1559 zarpó desde Sanlúcar de Barrameda com três naves, mas depois da deserção de uma delas, as outras duas se dirigiram à ilha de São Domingos abandonando a expedição.

### Tratado de Juan Ortiz de Zárate
Em 10 de julho de 1569 o rei assinou tratado com Juan Ortiz de Zárate, nomeando-o adiantado perpétuo, governador e capitão geral por duas vidas, delegado maior e tenente de 3 fortalezas que podia construir.
Juan Ortiz de Zárate morreu em 26 de janeiro de 1576. Tinha designado como sucessor baixo testamento a quem se casasse com sua filha Juana Ortiz de Zárate e Yupanqui nascida da união com a princesa inca Leonor Yupanqui, e enquanto se elegesse o candidato ocuparia interinamente o governo seu sobrinho Diego Ortiz de Zárate e Mendieta. Quando este último teve que viajar a Charcas deixou como governador interino a seu lugar-tenente Luis de Osorio, de 3 de maio até o 2 de dezembro de 1577.
A cidade Zaratina foi abandonada em 20 de julho de 1577 devido ao assédio charrúa, embarcando-se a população para Assunção.

### Adiantado de Juan Torres de Lado e Aragón

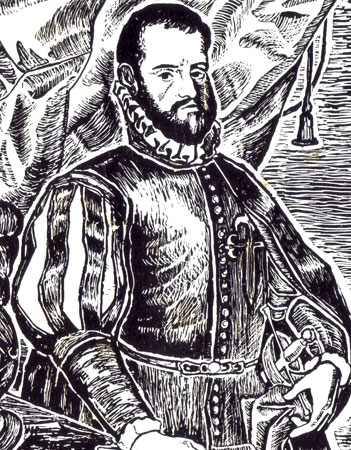
Juan Torres de Vera y Aragón.

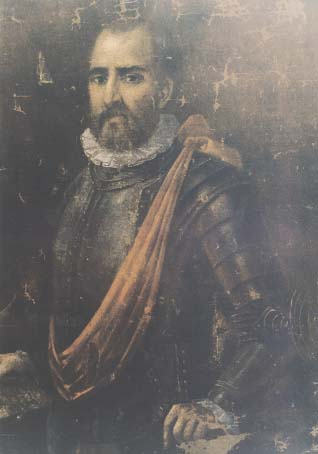
Juan de Garay.

O eleito pelos parentes do adiantado para esposo de Juana foi o ouvidor da Real Audiência de Charcas Juan Torres de Vera y Aragón, que passou a ser adiantado por casamento em 3 de dezembro de 1577. O casamento do ouvidor com uma mulher de seu distrito jurisdicional estava proibido pelas leis, pelo que o virrey Francisco de Toledo lhe impediu exercer seu cargo de ouvidor e também não podia sair de Charcas. Torres de Lado e Aragón designou como tenente de governador a Juan de Garay em 20 de julho de 1577.
Garay dirigiu uma campanha a Itatín —atual estado brasileiro de Mato Grosso do Sul— em 1579 e enviou ao capitão Ruy Díaz de Melgarejo a fundar em 1580 a cidade de Santiago de Jerez, abandonada pouco depois. Em 1580 Garay venceu aos querandíes no combate da Matança e em 11 de junho de 1580 refundou Buenos Aires, chamando-a Cidade de Trinidad, deixando a seu porto o nome original de Santa María de Buenos Aires. Em meados de 1581 foi por terra até o cabo Correntes —onde hoje se assenta a cidade de Mar do Prata— em procura da mítica Cidade dos Césares, regressando em janeiro de 1582. Em 20 de março de 1583 Garay morreu a mãos dos querandíes no rio Paraná.
A Garay sucedeu-lhe como tenente de governador Juan de Torres Navarrete, que assumiu em 27 de julho de 1583, governando em nome do adiantado Juan Torres de Lado e Aragón. Por ordem de Torres Navarrete o 14 de abril de 1585 Alonso de Lado e Aragón e Calderón (apodado Cara de Cão) fundou Concepção de Boa Esperança (depois denominada Concepção do Bermejo) no Chaco Central. Esta cidade foi visitada caminho de Assunção pelo adiantado Juan Torres de Lado e Aragón quando em 1586 foi autorizado em 1586 a visitar seu gobernación, ingressando em Assunção o 9 de junho de 1587. O 3 de abril de 1588 Juan Torres de Lado e Aragón dirigiu-se em barco ao lugar das Sete Correntes e fundou a cidade de Correntes, que denominou Cidade de Lado. O 7 de abril partiu para Santa Fé e Buenos Aires deixando como tenente de governador em Correntes a Alonso de Lado e Aragón (alias o Tupí).

## Hernandarias e sucessores

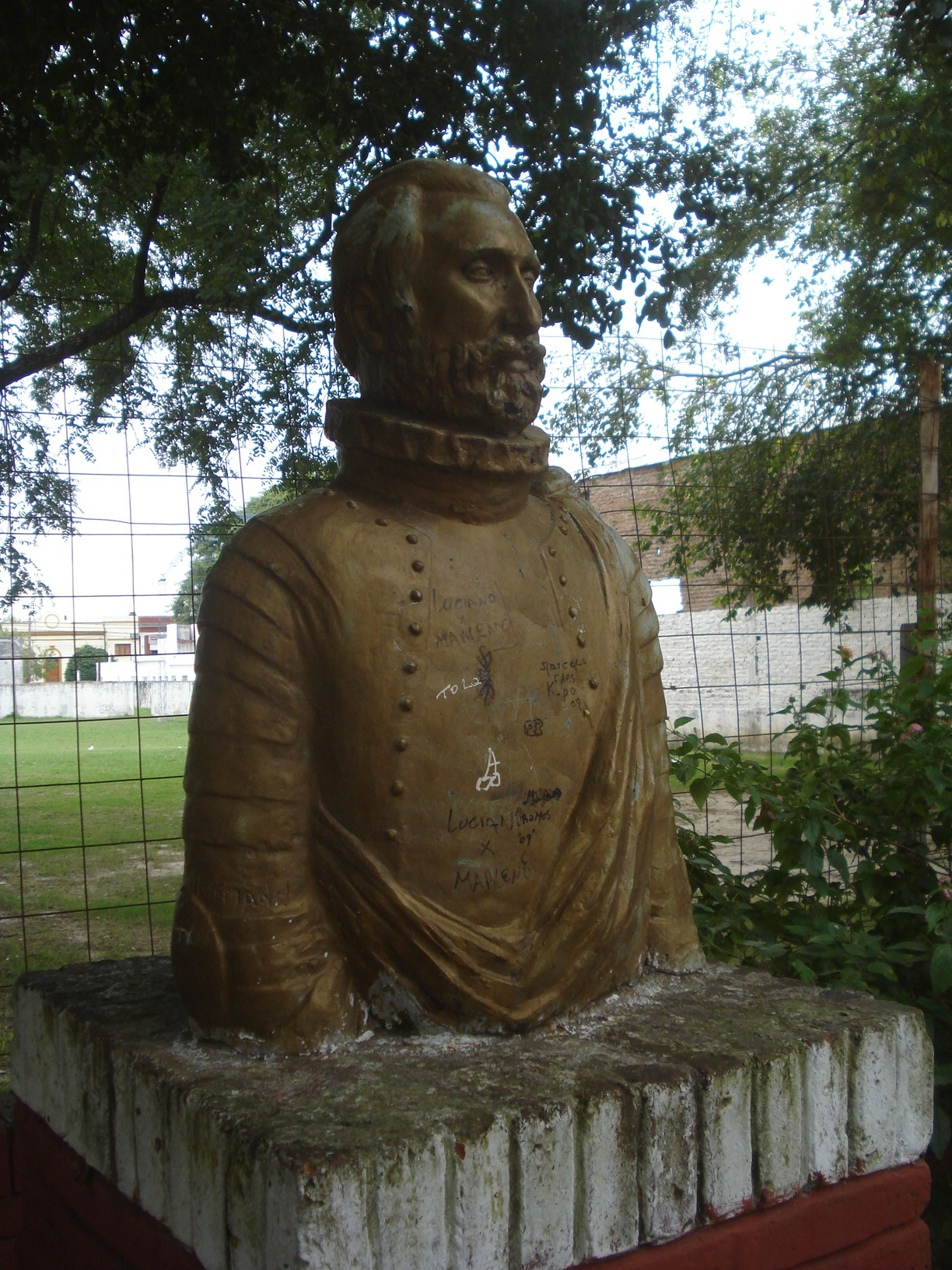
Busto de Hernando Arias de Saavedra em Villa Hernandarias, província dentre Rios.

Em 1590 Torres de Vera  y Aragón dirige-se a Espanha pela Peru e Panamá para reclamar o que tinha investido nas fundações de cidades e revalidar seu título de governador, coisa que não conseguiu. Ainda que tinha de fato governado a província por meio de seus tenentes e conseguido visitá-la, nem as autoridades do Peru nem o rei aprovaram seu casamento e não lho reconheceram como sucessor de Juan Ortiz de Zárate. Em 10 de junho de 1579 o rei tinha designado como governador e capitão geral a Vascão de Guzmán e o 13 de novembro de 1581 designou a Martín García de Loyola, mas nenhum dos dois viajou ao Rio da Prata.
O governo do Rio da Prata e do Paraguai desapareceu ao ser dividida pela real tratado do rei Felipe III em 16 de dezembro de 1617, pela qual se dividiu o antigo governo entre dois novos governos chamados do Rio da Prata e do Guayrá ou Governo do Paraguai.

## Reduções
Durante o governo de Hernandarias entre 1615 e 1616 no actual território argentino foram fundadas as reduções franciscanas seguintes:
- San Juan Bautista ou do cacique Tubichaminí (em Buenos Aires)
- San Lorenzo dos Mocoretaes (em Santa Fé)
- San Miguel dos Calchines (em Santa Fé)
- San Bartolomé dos Chanás (em Santa Fé)
- Nossa Senhora da Limpa Concepção de Itatí (em Correntes)
- Santa Luzia dos Astos (em Correntes)
- Santiago de Baradero (em Buenos Aires)

## Governadores

### Governadores do período dos adiantados
- Pedro de Mendoza (1534-1537). Adiantado e governador.
- Juan de Ayolas (1537-1538). Governador.
- Francisco Ruiz Galã (1537-1541). Governador interino. Tenente de governador de Buenos Aires.
- Domingo Martínez de Irala (1538-1542). Governador. Tenente de governador de Assunção.
- Álvar Núñez Cabeça de Vaca (1542-1544). Adiantado e governador.
- Domingo Martínez de Irala (1544-1556). Governador.
- Gonzalo de Mendoza (1556-1558). Governador.
- Francisco Ortiz de Vergara (1558-1568). Governador interino.
- Felipe de Cáceres (1569-1572). Governador interino. Tenente de governador de Assunção (1568-1569).
- Martín Suárez de Toledo (1572-1574). Governador interino. Tenente de governador de Assunção.
- Juan Ortiz de Zárate (1574-1576). Adiantado e governador.
- Diego Ortiz de Zárate e Mendieta (1576-1578). Governador interino.
- Juan de Garay (1578-1583). Governador interino. Tenente de governador de Santa Fé.
- Alonso de Lado e Aragón (1583-1587). Governador interino.
- Rodrigo Ortiz de Zárate (1583-1588). Governador interino. Tenente de governador de Buenos Aires.
- Juan Torres de Lado e Aragón (1587-1588). Adiantado e governador.
- Alonso de Lado e Aragón e Fouces. (1588-1592). Tenente de governador de Assunção.
- Juan de Torres Navarrete (1588-1592). Tenente de governador de Buenos Aires.

### Governadores do Rio da Prata e do Paraguai
- Hernando Arias de Saavedra ou Hernandarias (1592-1594).
- Fernando de Zárate (1594-1595).
- Juan Ramírez de Velasco (1596-1597).
- Hernandarias (1597-1599).
- Diego Rodríguez Valdez e da Banda (1599-1600).
- Francês de Beaumont (1600-1601). Governador interino.
- Francês de Beaumont (1601-1602).
- Hernandarias (1602-1609).
- Diego Marín de Negrón (1609-1613).
- Mateo Leal de Ayala (1613-1615).
- Hernandarias (1615-1618).